# Hymenochaete sordida
Hymenochaete sordida är en svampart som beskrevs av Speg. 1926. Hymenochaete sordida ingår i släktet Hymenochaete och familjen Hymenochaetaceae.   Inga underarter finns listade i Catalogue of Life.